# Montgauch
Montgauch est une commune française située dans l'ouest du département de l'Ariège, en région Occitanie. Sur le plan historique et culturel, la commune fait partie du Couserans, pays aux racines gasconnes structuré par le cours du Salat.
Exposée à un climat de montagne, elle est drainée par le ruisseau du Gélan et par divers autres petits cours d'eau. Incluse dans le parc naturel régional des Pyrénées ariégeoises, la commune possède un patrimoine naturel remarquable composé de deux zones naturelles d'intérêt écologique, faunistique et floristique.
Montgauch est une commune rurale qui compte 112 habitants en 2022, après avoir connu un pic de population de 542 habitants en 1806. Elle fait partie de l'aire d'attraction de Saint-Girons. Ses habitants sont appelés les Montgauchois ou Montgauchoises.
Le patrimoine architectural de la commune comprend un immeuble protégé au titre des monuments historiques : l'église Saint-Pierre, classée en 1962.

## Géographie

### Localisation
1. Carte dynamique
2. Carte Openstreetmap
3. Carte topographique
4. Carte avec les communes environnantes

La commune de Montgauch se trouve dans le département de l'Ariège, en région Occitanie.
Sur le plan historique et culturel, Montgauch fait partie du Couserans, pays aux racines gasconnes structuré par le cours du Salat (affluent de la Garonne), que rien ne prédisposait à rejoindre les anciennes dépendances du comté de Foix.
Elle se situe à 43 km à vol d'oiseau de Foix, préfecture du département, à 6 km de Saint-Girons, sous-préfecture, et à 5 km de Saint-Lizier, bureau centralisateur du canton des Portes du Couserans dont dépend la commune depuis 2015 pour les élections départementales.
La commune fait en outre partie du bassin de vie de Saint-Girons.
Les communes les plus proches sont :
Cazavet (2,6 km), Montégut-en-Couserans (2,6 km), Caumont (3,5 km), Lorp-Sentaraille (3,7 km), Taurignan-Vieux (4,4 km), Mercenac (4,5 km), Moulis (4,5 km), Taurignan-Castet (4,6 km).
|            | Caumont   |                       |
| Cazavet    | Montgauch | Saint-Lizier          |
| Balaguères | Moulis    | Montégut-en-Couserans |

Commune des Pyrénées située dans l'aire d'attraction de Saint-Girons en Couserans à 8 km à l'ouest de Saint-Girons. Elle fait partie de la communauté de communes Couserans - Pyrénées et du parc naturel régional des Pyrénées ariégeoises.

### Géologie et relief
La commune est située dans les Pyrénées, une chaîne montagneuse jeune, érigée durant l'ère tertiaire (il y a 40 millions d'années environ), en même temps que les Alpes. Les terrains affleurants sur le territoire communal sont constitués de roches sédimentaires datant du Mésozoïque, anciennement appelé Ère secondaire, qui s'étend de −252,2 à −66,0 Ma. La structure détaillée des couches affleurantes est décrite dans les feuilles « no 1073 - Aspect » et « no 1074 - Saint-Girons » de la carte géologique harmonisée au 1/50 000ème du département de l'Ariège, et leurs notices associées.
La superficie cadastrale de la commune publiée par l’Insee, qui sert de références dans toutes les statistiques, est de 9,15 km2,. La superficie géographique, issue de la BD Topo, composante du Référentiel à grande échelle produit par l'IGN, est quant à elle de 9,08 km2. Son relief est particulièrement escarpé puisque la dénivelée maximale atteint 775 mètres. L'altitude du territoire varie entre 376 m et 1 151 m.

### Hydrographie

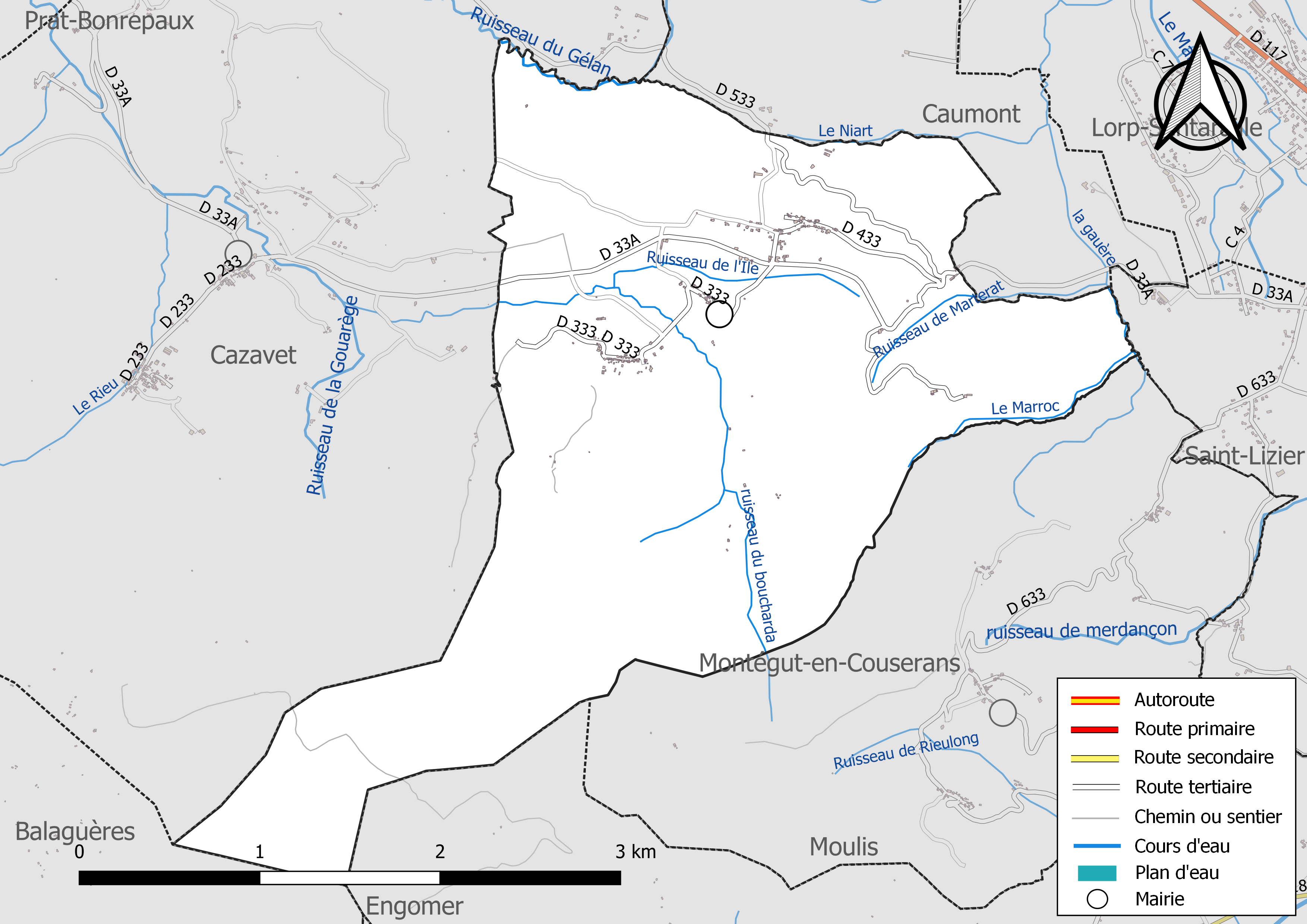
Réseaux hydrographique et routier de Montgauch.

La commune est dans le bassin versant de la Garonne, au sein du bassin hydrographique Adour-Garonne. Elle est drainée par le ruisseau du Gélan, la gauère, le Marroc, le Niart, le ruisseau de l'Ile, le ruisseau de Marterat, le ruisseau du boucharda et par un petit cours d'eau, constituant un réseau hydrographique de 9 km de longueur totale,.

### Climat
Pour des articles plus généraux, voir Climat de l'Occitanie et Climat de l'Ariège.
En 2010, le climat de la commune est de type climat des marges montargnardes, selon une étude s'appuyant sur une série de données couvrant la période 1971-2000. En 2020, Météo-France publie une typologie des climats de la France métropolitaine dans laquelle la commune est exposée à un climat de montagne et est dans la région climatique Pyrénées centrales, caractérisée par une pluviométrie annuelle de 1 000 à 1 200 mm.
Pour la période 1971-2000, la température annuelle moyenne est de 11,7 °C, avec une amplitude thermique annuelle de 14 °C. Le cumul annuel moyen de précipitations est de 961 mm, avec 9,7 jours de précipitations en janvier et 7,4 jours en juillet. Pour la période 1991-2020, la température moyenne annuelle observée sur la station météorologique la plus proche, située sur la commune de Lorp-Sentaraille à 4 km à vol d'oiseau, est de 12,5 °C et le cumul annuel moyen de précipitations est de 973,2 mm,. Pour l'avenir, les paramètres climatiques de la commune estimés pour 2050 selon différents scénarios d'émission de gaz à effet de serre sont consultables sur un site dédié publié par Météo-France en novembre 2022.

### Milieux naturels et biodiversité

#### Espaces protégés
La protection réglementaire est le mode d’intervention le plus fort pour préserver des espaces naturels remarquables et leur biodiversité associée,.
La commune fait partie du parc naturel régional des Pyrénées ariégeoises, créé en 2009 et d'une superficie de 245 973 ha, qui s'étend sur 138 communes du département. Ce territoire unit les plus hauts sommets aux frontières de l’Andorre et de l’Espagne (la Pique d'Estats, le mont Valier, etc) et les plus hautes vallées des avants-monts, jusqu’aux plissements du Plantaurel.

#### Zones naturelles d'intérêt écologique, faunistique et floristique
L’inventaire des zones naturelles d'intérêt écologique, faunistique et floristique (ZNIEFF) a pour objectif de réaliser une couverture des zones les plus intéressantes sur le plan écologique, essentiellement dans la perspective d’améliorer la connaissance du patrimoine naturel national et de fournir aux différents décideurs un outil d’aide à la prise en compte de l’environnement dans l’aménagement du territoire.
Une ZNIEFF de type 1 est recensée sur la commune :
la « soulane de Balaguères au Char de Liqué » (5 178 ha), couvrant 13 communes du département et une ZNIEFF de type 2, :
le « massif d'Arbas » (27 233 ha), couvrant 90 communes dont 48 dans l'Ariège et 42 dans la Haute-Garonne.

Carte des ZNIEFF de type 1 et 2 à Montgauch.
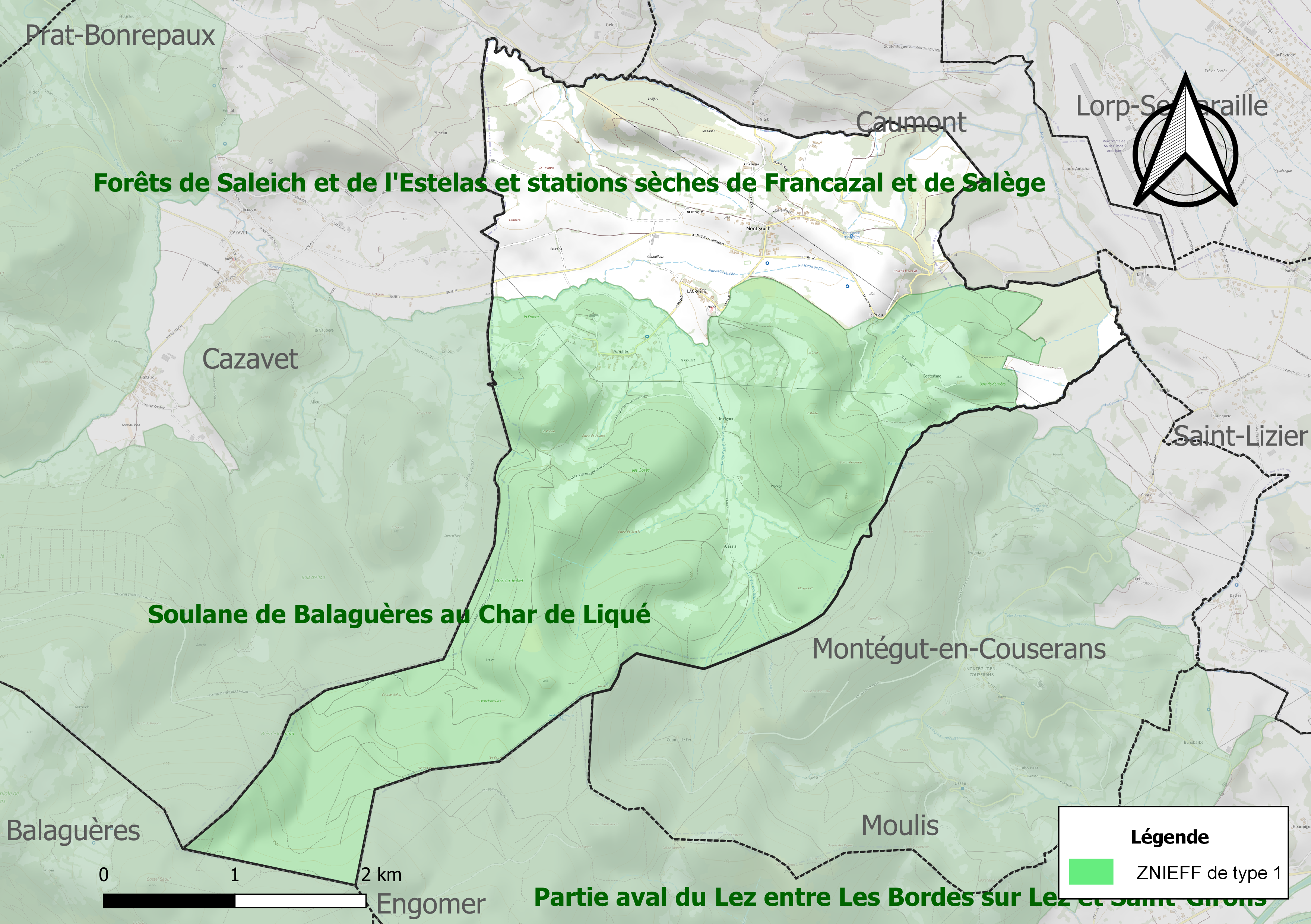
Carte de la ZNIEFF de type 1 sur la commune.
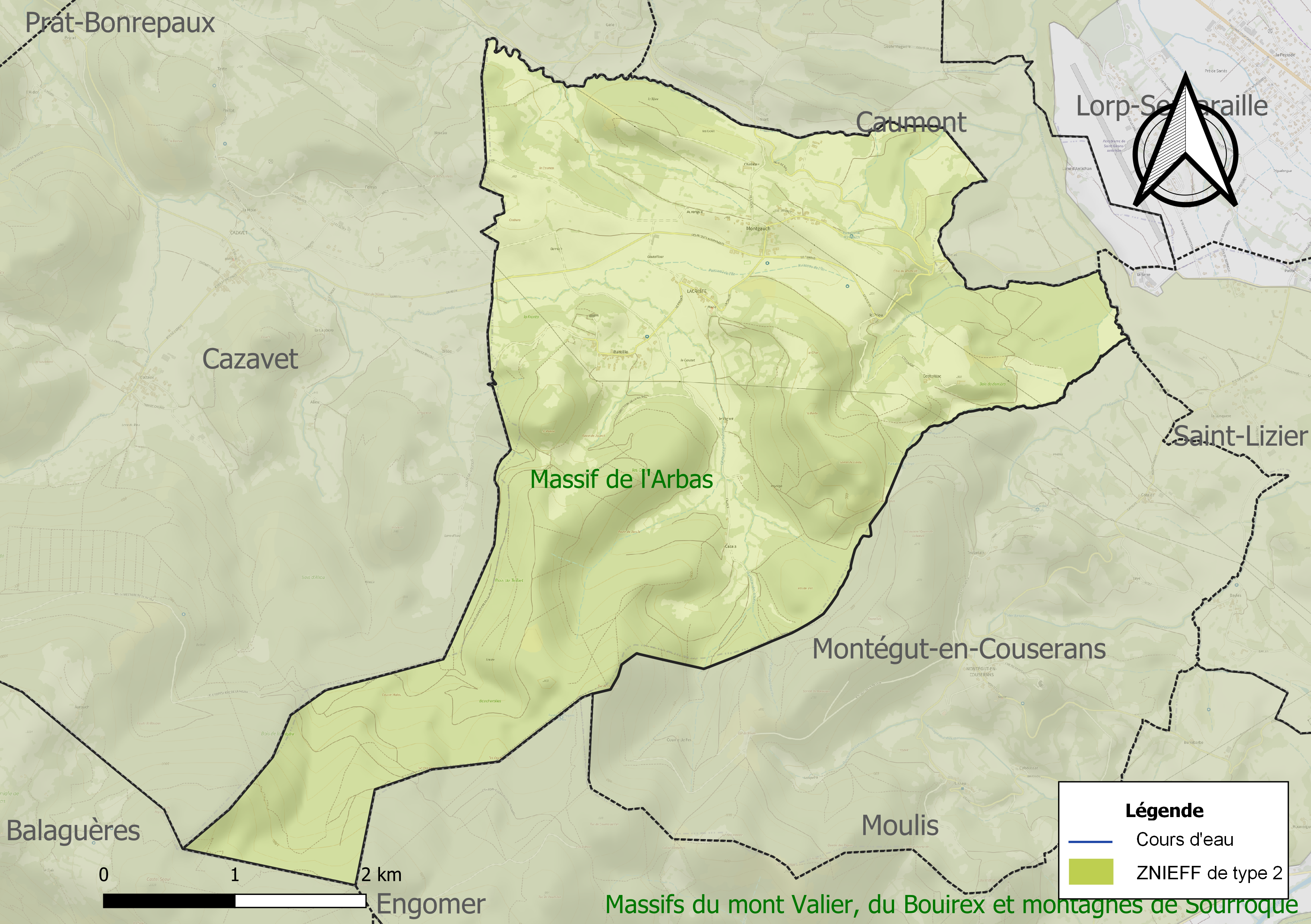
Carte de la ZNIEFF de type 2 sur la commune.

## Urbanisme

### Typologie
Au 1er janvier 2024, Montgauch est catégorisée commune rurale à habitat très dispersé, selon la nouvelle grille communale de densité à 7 niveaux définie par l'Insee en 2022.
Elle est située hors unité urbaine. Par ailleurs la commune fait partie de l'aire d'attraction de Saint-Girons, dont elle est une commune de la couronne,. Cette aire, qui regroupe 70 communes, est catégorisée dans les aires de moins de 50 000 habitants,.

### Occupation des sols
L'occupation des sols de la commune, telle qu'elle ressort de la base de données européenne d’occupation biophysique des sols Corine Land Cover (CLC), est marquée par l'importance des forêts et milieux semi-naturels (57,6 % en 2018), en diminution par rapport à 1990 (60,9 %). La répartition détaillée en 2018 est la suivante :
forêts (54,9 %), zones agricoles hétérogènes (36,5 %), prairies (5,9 %), milieux à végétation arbustive et/ou herbacée (2,8 %). L'évolution de l’occupation des sols de la commune et de ses infrastructures peut être observée sur les différentes représentations cartographiques du territoire : la carte de Cassini (XVIIIe siècle), la carte d'état-major (1820-1866) et les cartes ou photos aériennes de l'IGN pour la période actuelle (1950 à aujourd'hui).

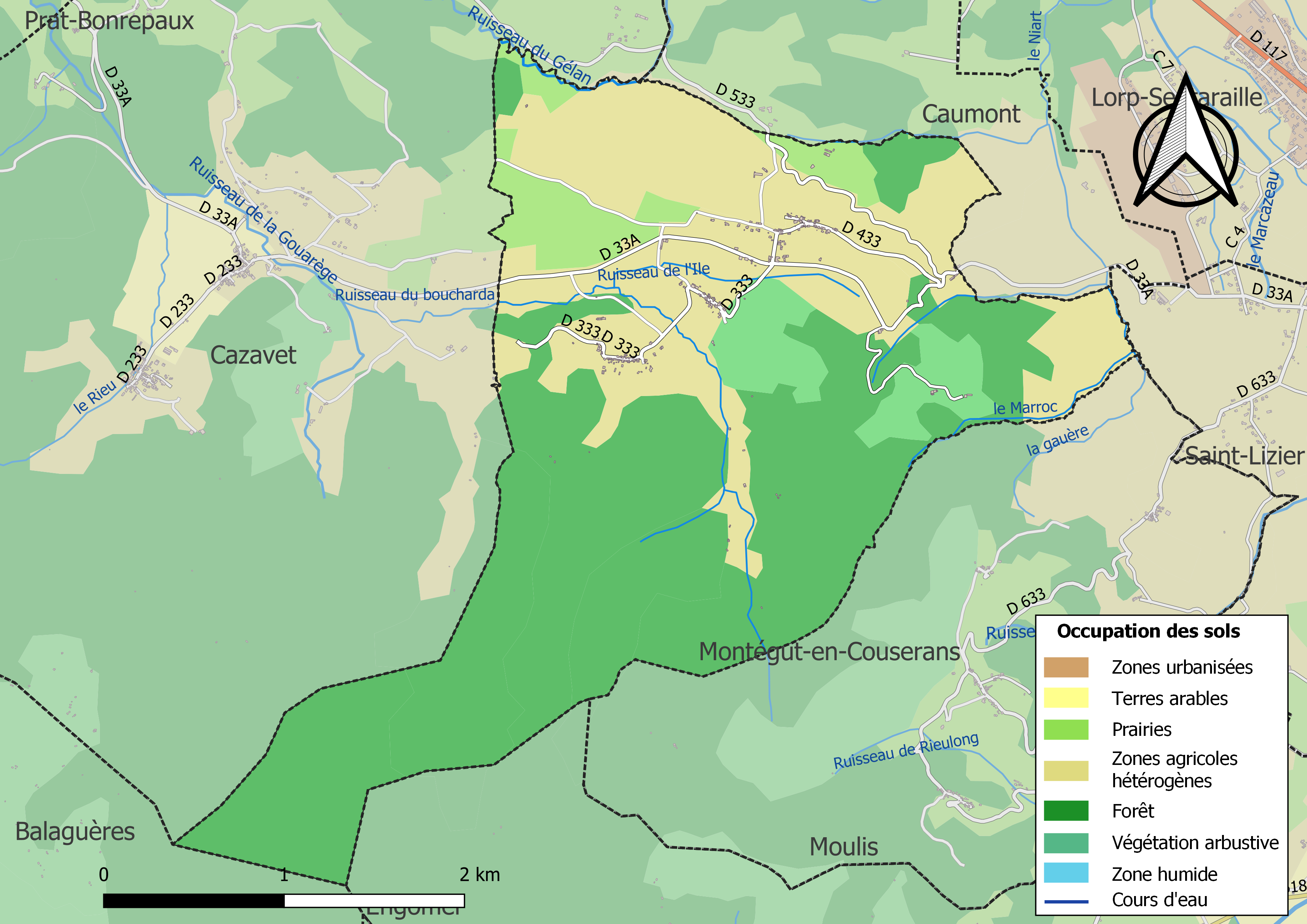
Carte des infrastructures et de l'occupation des sols de la commune en 2018 (CLC).

### Habitat et logement
En 2018, le nombre total de logements dans la commune était de 82, alors qu'il était de 80 en 2013 et de 74 en 2008.
Parmi ces logements, 72,1 % étaient des résidences principales, 17 % des résidences secondaires et 10,9 % des logements vacants. Ces logements étaient pour 93,9 % d'entre eux des maisons individuelles et pour 6,1 % des appartements.
Le tableau ci-dessous présente la typologie des logements à Montgauch en 2018 en comparaison avec celle de l'Ariège et de la France entière. Une caractéristique marquante du parc de logements est ainsi une proportion de résidences secondaires et logements occasionnels (17 %) inférieure à celle du département (24,6 %) mais supérieure à celle de la France entière (9,7 %). Concernant le statut d'occupation de ces logements, 72,9 % des habitants de la commune sont propriétaires de leur logement (73,3 % en 2013), contre 66,3 % pour l'Ariège et 57,5 % pour la France entière.
| Typologie                                               | Montgauch | Ariège | France entière |
| ------------------------------------------------------- | --------- | ------ | -------------- |
| Résidences principales (en %)                           | 72,1      | 65,7   | 82,1           |
| Résidences secondaires et logements occasionnels (en %) | 17        | 24,6   | 9,7            |
| Logements vacants (en %)                                | 10,9      | 9,7    | 8,2            |

### Voies de communication et transport
Une piste forestière amène vers Balagué, Salèges, Saleich, Urau ou Arbas.

### Risques majeurs
Le territoire de la commune de Montgauch est vulnérable à différents aléas naturels : inondations, climatiques (grand froid ou canicule), feux de forêts, mouvements de terrains et séisme (sismicité modérée). Il est également exposé à un risque technologique, le transport de matières dangereuses,.

#### Risques naturels

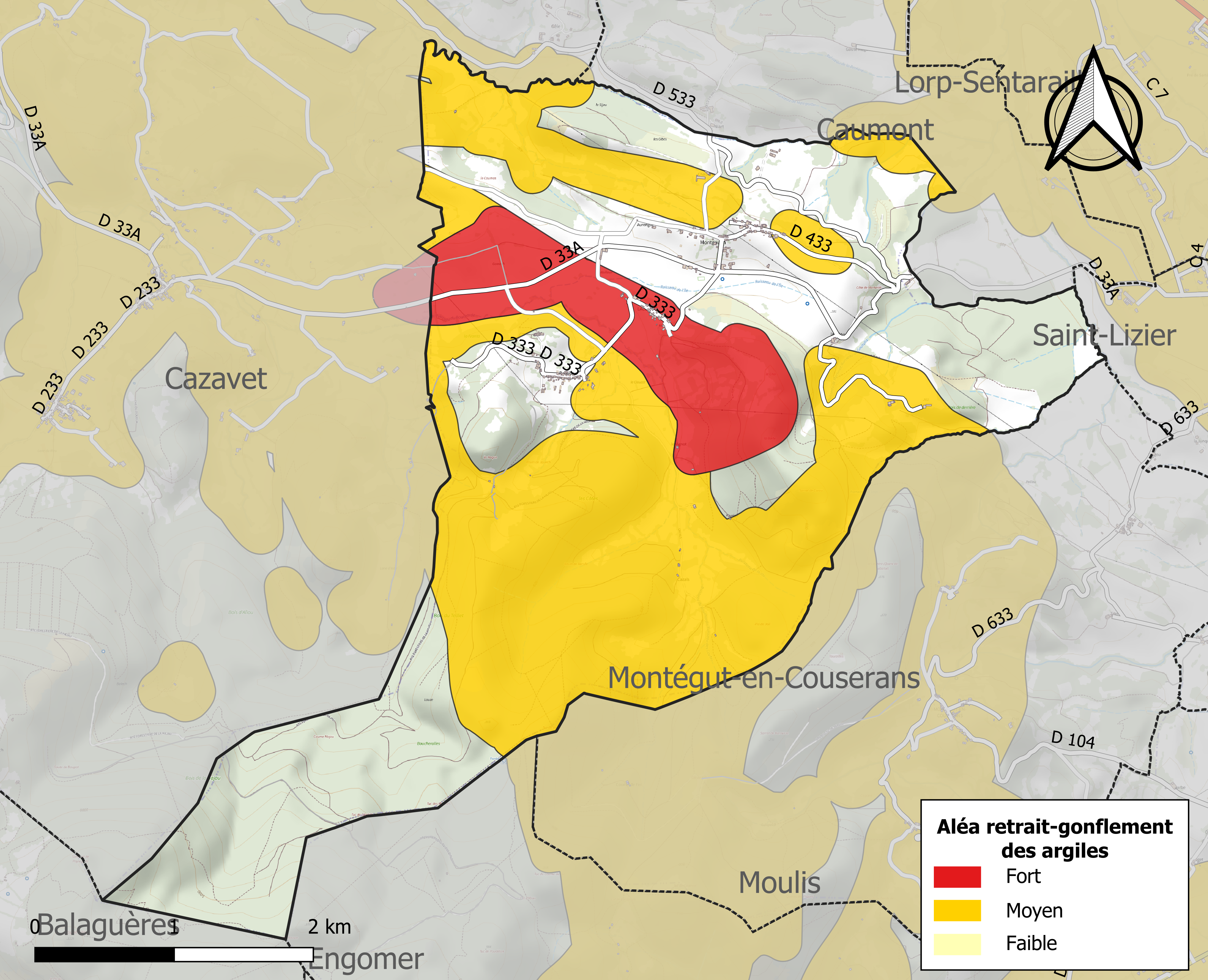
Zonage de l'aléa retrait-gonflement des argiles sur la commune de Montgauch.

Certaines parties du territoire communal sont susceptibles d’être affectées par le risque d’inondation par débordement, crue torrentielle d'un cours d'eau, ou ruissellement d'un versant.
Les mouvements de terrains susceptibles de se produire sur la commune sont soit des chutes de blocs, soit des glissements de terrains, soit des effondrements liés à des cavités souterraines, soit des mouvements liés au retrait-gonflement des argiles. Près de 50 % de la superficie du département est concernée par l'aléa retrait-gonflement des argiles, dont la commune de Montgauch. L'inventaire national des cavités souterraines permet par ailleurs de localiser celles situées sur la commune.

#### Risques technologiques
Le risque de transport de matières dangereuses par une infrastructure routière ou ferroviaire ou par une canalisation de transport de gaz concerne la commune. Un accident se produisant sur une telle infrastructure est en effet susceptible d’avoir des effets graves au bâti ou aux personnes jusqu’à 350 m, selon la nature du matériau transporté. Des dispositions d’urbanisme peuvent être préconisées en conséquence.

## Histoire
Montgauch et Bareilles font partie dès le XIIe siècle des 27 villages qui constituent la seigneurie d'Aspet, ainsi que le vigneau d'Engomer, Mauvezin, Balagué, Agert et Alas, dans l'actuelle Ariège. Cette seigneurie devient au cours du Moyen Âge une puissante baronnie.
Lorsqu'il accède au trône, Henri IV garde ses possessions personnelles. Ce n'est qu'en 1607 qu'il se résoudra à les rattacher à la couronne : Aspet figure au nombre des cinq baronnies incorporées. La baronnie se compose alors de 27 localités réparties en 15 consulats, à savoir : Aspet, avec Girosp, Sengouagnet et Milhas, Alas avec Balagué, Arbas, avec Herran et Fougaron, Bareilles avec Montgauch, Castelbiague, Chein-dessus et dessous, Estadens avec Pujos et Cerciat, Ganties, Labarthe-Inard, Mauvezin, Montastruc, Pointis-Inard, Portet avec Couledoux et Razecueillé, Rouède, Saleich.
Le roi est « seul seigneur » à Aspet, Castelbiague, Chein, Estadens, Mauvezin, Portet et Saleich ; il est en paréage à Alas-Balagué (avec Jean de Solan), à Arbas, Montastruc et Rouède (avec César de Tersac), à Ganties (avec Nicolas d'Encausse), à Labarthe-Inard (avec Saure de Coret), à Montgauch (avec le sieur de Bareilles), à Pointis-Inard (avec Gaudens de Saint-Jean).
Le 1er mars 1643, Géraud Déqué de Moncaup acquit Affis et Mauvezin pour le compte de Jacques de Nostenx ; Montastruc, Rouède, Arbas et Saint-Martin pour celui de Jacques de Tersac. Il garda pour lui Saleich dont il devint le seigneur.
En 1667, par édit du mois d'avril, le roi Louis XIV ordonne le rachat des dix-huit paroisses engagées en 1642 et 1643. Elles rentrèrent toutes dans le domaine royal. Mais par la suite certaines furent vendues à nouveau (Castelbiague - Pointis Inard - Alas Agert Balagué). D'autres restèrent définitivement sous la main du roi, seul seigneur (Aspet, Chein, Escaich, Estadens, Montgauch-Bareilles et Saleich).
Jean de Castet, seigneur de Bareilles et de Cazavet, et Marguerite Frize de Bazon, marient leur fille Marie à François de Roquemaurel en février 1679, fiancent leur fille Marguerite avec François de Narbonne, seigneur de Mauvezin, le 10 février 1696.
La porte de l'église avait été murée et gardée par une ruche afin d'entraver l'inventaire sur la séparation de l'Église et de l'État, le 1er avril 1906.

## Politique et administration

### Découpage territorial
La commune de Montgauch est membre de la communauté de communes Couserans-Pyrénées, un établissement public de coopération intercommunale (EPCI) à fiscalité propre créé le 18 novembre 2016 dont le siège est à Saint-Lizier. Ce dernier est par ailleurs membre d'autres groupements intercommunaux.
Sur le plan administratif, elle est rattachée à l'arrondissement de Saint-Girons, au département de l'Ariège, en tant que circonscription administrative de l'État, et à la région Occitanie.
Sur le plan électoral, elle dépend du canton des Portes du Couserans pour l'élection des conseillers départementaux, depuis le redécoupage cantonal de 2014 entré en vigueur en 2015, et de la deuxième circonscription de l'Ariège  pour les élections législatives, depuis le redécoupage électoral de 1986.

### Liste des maires
| Période                                  | Période  | Identité        | Étiquette | Qualité     |
| ---------------------------------------- | -------- | --------------- | --------- | ----------- |
| mars 2001                                | 2014     | René Cazaux     |           |             |
| mars 2014                                | 2020     | Elisabeth Ortet | SE        | Professeure |
| mai 2020                                 | En cours | Guy Icart       |           |             |
| Les données manquantes sont à compléter. |          |                 |           |             |

## Démographie
L'évolution du nombre d'habitants est connue à travers les recensements de la population effectués dans la commune depuis 1793. Pour les communes de moins de 10 000 habitants, une enquête de recensement portant sur toute la population est réalisée tous les cinq ans, les populations de référence des années intermédiaires étant quant à elles estimées par interpolation ou extrapolation. Pour la commune, le premier recensement exhaustif entrant dans le cadre du nouveau dispositif a été réalisé en 2006.

En 2022, la commune comptait 112 habitants, en évolution de −8,2 % par rapport à 2016 (Ariège : +1,48 %, France hors Mayotte : +2,11 %).
| 1793 | 1800 | 1806 | 1821 | 1831 | 1836 | 1841 | 1846 | 1851 |
| ---- | ---- | ---- | ---- | ---- | ---- | ---- | ---- | ---- |
| 340  | 425  | 542  | 467  | 507  | 434  | 440  | 456  | 477  |

| 1856 | 1861 | 1866 | 1872 | 1876 | 1881 | 1886 | 1891 | 1896 |
| ---- | ---- | ---- | ---- | ---- | ---- | ---- | ---- | ---- |
| 408  | 398  | 396  | 395  | 423  | 376  | 345  | 311  | 296  |

| 1901 | 1906 | 1911 | 1921 | 1926 | 1931 | 1936 | 1946 | 1954 |
| ---- | ---- | ---- | ---- | ---- | ---- | ---- | ---- | ---- |
| 277  | 270  | 255  | 206  | 201  | 195  | 193  | 191  | 183  |

| 1962 | 1968 | 1975 | 1982 | 1990 | 1999 | 2006 | 2011 | 2016 |
| ---- | ---- | ---- | ---- | ---- | ---- | ---- | ---- | ---- |
| 167  | 157  | 150  | 116  | 125  | 129  | 118  | 122  | 122  |

| 2021 | 2022 | - | - | - | - | - | - | - |
| ---- | ---- | - | - | - | - | - | - | - |
| 116  | 112  | - | - | - | - | - | - | - |

## Économie

### Emploi
| Division       | 2008  | 2013   | 2018   |
| -------------- | ----- | ------ | ------ |
| Commune        | 1,4 % | 7,5 %  | 9,7 %  |
| Département    | 8,9 % | 11,1 % | 11,2 % |
| France entière | 8,3 % | 10 %   | 10 %   |

En 2018, la population âgée de 15 à 64 ans s'élève à 73 personnes, parmi lesquelles on compte 76,4 % d'actifs (66,7 % ayant un emploi et 9,7 % de chômeurs) et 23,6 % d'inactifs,. Depuis 2008, le taux de chômage communal (au sens du recensement) des 15-64 ans est inférieur à celui de la France et du département.
La commune fait partie de la couronne de l'aire d'attraction de Saint-Girons, du fait qu'au moins 15 % des actifs travaillent dans le pôle,. Elle compte 9 emplois en 2018, contre 13 en 2013 et 12 en 2008. Le nombre d'actifs ayant un emploi résidant dans la commune est de 52, soit un indicateur de concentration d'emploi de 17,3 % et un taux d'activité parmi les 15 ans ou plus de 55,1 %.
Sur ces 52 actifs de 15 ans ou plus ayant un emploi, 8 travaillent dans la commune, soit 15 % des habitants. Pour se rendre au travail, 94,2 % des habitants utilisent un véhicule personnel ou de fonction à quatre roues, 1,9 % les transports en commun et 3,8 % n'ont pas besoin de transport (travail au domicile).

### Activités hors agriculture
8 établissements sont implantés à Montgauch au 31 décembre 2019.
Le secteur de la construction est prépondérant sur la commune puisqu'il représente 37,5 % du nombre total d'établissements de la commune (3 sur les 8 entreprises implantées à Montgauch), contre 14,2 % au niveau départemental.

### Agriculture
|                                   | 1988 | 2000 | 2010 |
| --------------------------------- | ---- | ---- | ---- |
| Exploitations                     | 21   | 8    | 8    |
| Superficie agricole utilisée (ha) | 421  | 307  | 283  |

La commune fait partie de la petite région agricole dénommée « Région sous-pyrénéenne ». En 2010, l'orientation technico-économique de l'agriculture  sur la commune est l'élevage de bovins, lait, élevage et viande combinés. Huit exploitations agricoles ayant leur siège dans la commune sont dénombrées lors du recensement agricole de 2010 (douze en 1988). La superficie agricole utilisée est de 283 ha.

## Culture locale et patrimoine

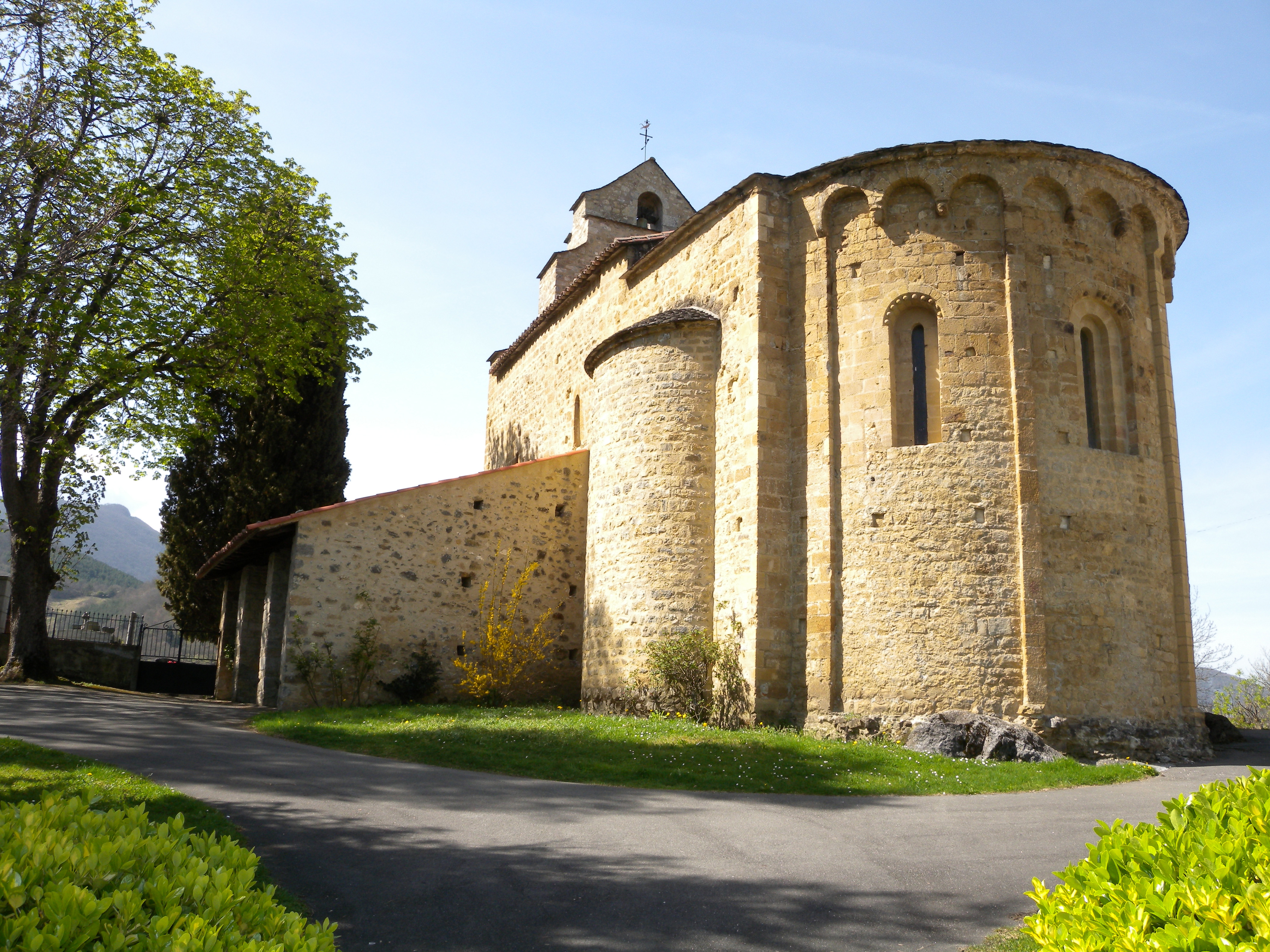
Le chevet roman de l'église.

### Lieux et monuments
- Église romane Saint-Pierre